# Anthurium conspicuum
Anthurium conspicuum är en kallaväxtart som beskrevs av Luis Aloysius, Luigi Sodiro. Anthurium conspicuum ingår i släktet Anthurium och familjen kallaväxter. Inga underarter finns listade.